# Frédéric Pontier
Pour les articles homonymes, voir Pontier.
Frédéric Pontier, né le 1er septembre 1970 à Évreux, est un coureur cycliste français, professionnel de 1994 à 1997. Il a couru dans les équipes Aubervilliers 93-Peugeot et Casino,.

## Palmarès

### Par année
- 1987
  - Champion d'Île-de-France de cyclo-cross juniors
- 1990
  - 2e du Tour de la Haute-Marne
- 1991
  - 3e du Grand Prix de Gerponville
- 1992
  - 1re étape du Tour Nivernais Morvan
  - 2e du Tour de la Somme
- 1993
  - Tour de la Somme
  - Paris-Chauny
  - 2e de La Tramontane
- 1994
  - 8e étape de la Fresca Classic
  - 4e étape du Tour du Vaucluse
- 1995
  - 3e étape du Tour du Vaucluse
  - 3e étape du Tour de l'Avenir
  - 4e du championnat de France de cyclisme sur route
- 1996
  - Tour de Normandie :
    - Classement général
    - 3e et 5e étapes
- 1997
  - 3e étape du Tour du Poitou-Charentes
  - 3e du Bol d'Air creusois
- 1998
  - Tour du Loir-et-Cher :
    - Classement général
    - 3e étape

  - 3e du Grand Prix du Pays d'Aix

### Résultats sur les grands tours

#### Tour de France
1 participation
- 1996 : abandon (6e étape)

#### Tour d'Espagne
1 participation
- 1997 : abandon (12e étape)